# 冬木弦堂
冬木 弦堂（ふゆき げんどう）は、日本の官能小説家。株式会社フランス書院が2015年に主催した第15回フランス書院文庫官能大賞において新人賞を受賞しデビュー。

## 人物
官能小説家としてのデビューは、2015年12月の『四姉妹【奴隷相続】』である。同作品は第15回フランス書院文庫官能大賞において新人賞に選定された『名門旅館四姉妹【贅沢奴隷】』が改稿されたものである。作風は、いわゆる凌辱系を得意としている。

## 著書

### フランス書院文庫
- 四姉妹【奴隷相続】（2015年12月）
- 喪服の群れ 女家元と令夫人と女秘書（2016年5月）
- 女子剣道部合宿【全員奴隷】（2016年10月）
- 制服無惨【全員奴隷】（2017年3月）
- 人妻A 贄（2017年8月）
- 喪服調教 未亡人兄嫁、社長令嬢、高慢秘書を（2019年2月）